# Báguanos
Báguanos est une ville et une municipalité de Cuba dans la province de Holguín.

## Géographie

### Situation
La ville de Báguanos est dans le sud-est de l'île de Cuba et vers le centre de la province de Holguín. Elle se trouve à 770 km sud-est de La Havane et 39 km sud-est de sa capitale de province Holguín. 

Elle est en rive gauche de la rivière Mayarí (avec seulement deux ponts, l'un au nord et l'autre au sud de Mayarí).

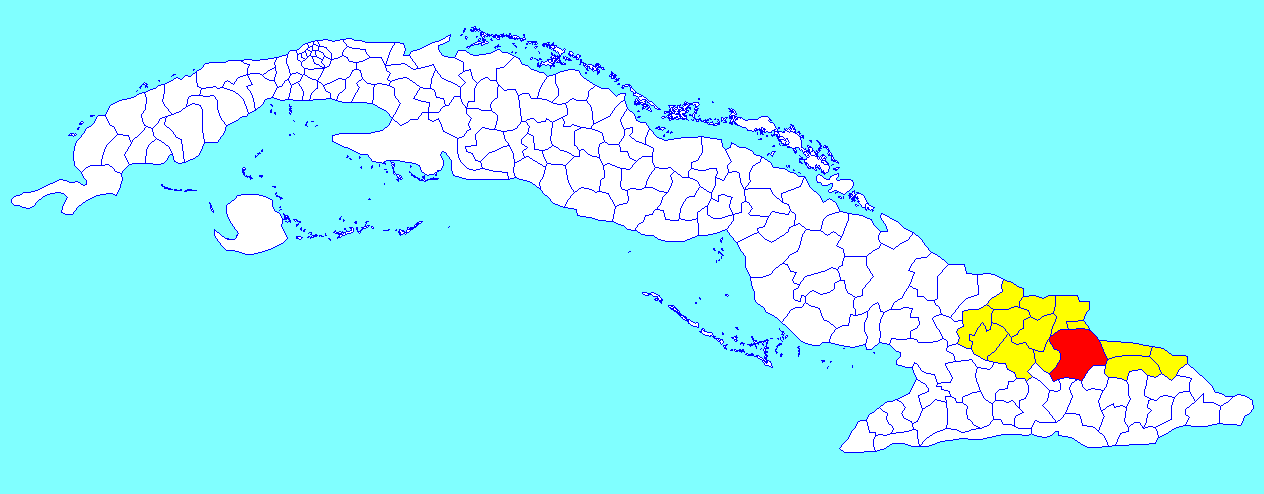
Municipalité de Mayarí dans la province de Guantánamo
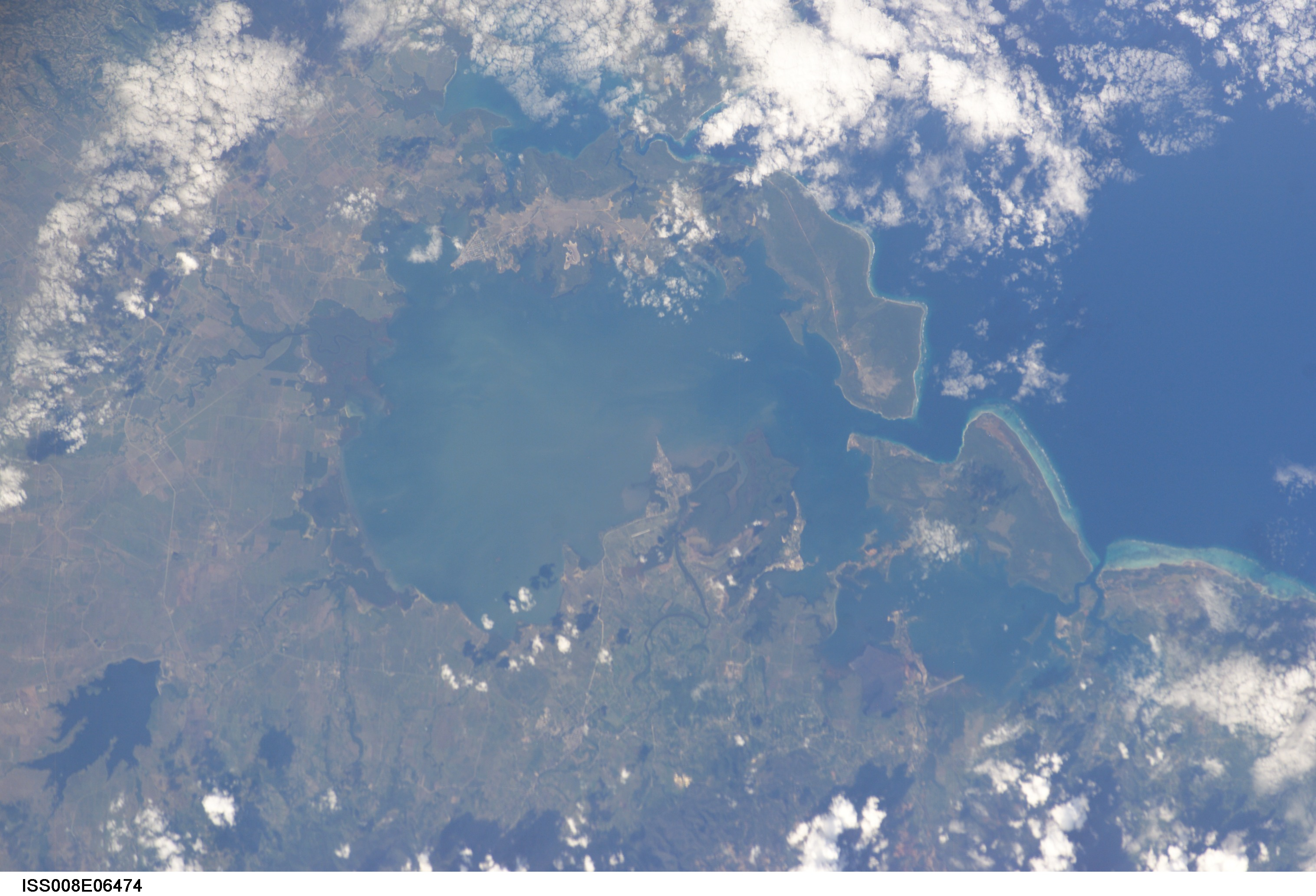
Baie de Nipe

### Divisions administratives

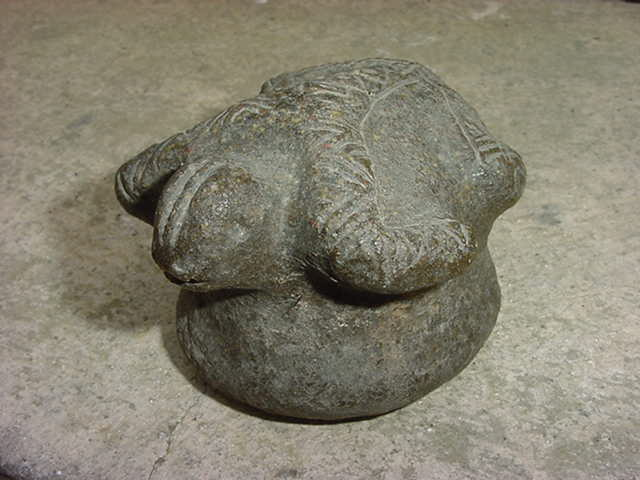
Idole de Báguanos

La municipalité comprend 11 consejos populares :
- Alcalá
- Báguanos
- Bijarú
- El Manguito
- La Caridad
- Los Haticos
- Potrerillo
- San Gerónimo
- Tacajó
- La Esperanza
- Unión 6

## Population
En 2022, la population était estimée à 47 851 habitants ; pour une surface de 803,4 km2, la densité de population est de 59,56 habitants/km².